# Aleksandr Miroshnichenko
Aleksandr Miroshnichenko est un boxeur soviétique né le 26 avril 1964 et mort le 19 mai 2003 à Kostanaï au Kazakhstan.

## Carrière
Sa carrière amateur est principalement marquée par une médaille de bronze remportée aux Jeux olympiques de Séoul en 1988 en poids super-lourds, une médaille d'argent aux championnats du monde de Moscou en 1989 ainsi que par une médaille de bronze aux championnats d'Europe de Varna en 1983 et d'Athènes en 1989. Miroshnichenko passe dans les rangs professionnels en 1990 et remporte 21 victoires en 22 combats jusqu'en 1993 et notamment un titre de champion de Russie des poids lourds en 1991.

## Palmarès

### Jeux olympiques
- Médaille de bronze en +91 kg aux Jeux olympiques de 1988 à Séoul, Corée du Sud

### Championnats du monde
- Médaille d'argent en +91 kg aux championnats du monde de 1989 à Moscou, Union Soviétique

### Championnats d'Europe
- Médaille de bronze en +91 kg aux championnats d'Europe de 1983 à Varna, Bulgarie
- Médaille de bronze en +91 kg aux championnats d'Europe de 1989 à Athènes, Grèce